# Meriones grandis
Meriones grandis är en gnagare i underfamiljen ökenråttor som förekommer i norra Afrika.

## Systematik
Taxonet har tidigare kategoriserats som underart av Meriones shawi men sedan tidig 2000-talet godkänns den av flera auktoriteter som en egen art.

## Utseende
M. grandis ser ungefär ut som M. shawi men är lite större. Det som tydlig skiljer arterna från varandra är avvikelser i konstruktionen av benväggen som bildar hörselgången. Dessutom har M. shawi allmänt en ljusare päls.
M. grandis är 13,8–20,0 cm (huvud och bål), har en svanslängd på 13,4–18,5 cm och en vikt på 230–255 g. Bakfötterna är 3,3–4,0 cm långa och öronen 1,9–2,4 cm stora. Pälsfärgen är brunaktig på ovansidan och vit på undersidan.

## Utbredning
Arten förekommer från Marocko över norra Algeriet till Tunisien. I Atlasbergen förekommer den upp till 2800 meter över havet men vistas även i låglandet. 

## Ekologi
I bergstrakten föredrar den fuktiga områden. Annars lever den i alla habitat som finns i norra Afrika vid Medelhavet. M. grandis gräver liksom andra arter i släktet underjordiska bon och på natten födosöker den efter frön och blommor. De flesta dräktiga honor observeras i april. En kull består av 5 till 10 ungar.

## Hot och status
Inga hot mot beståndet är kända. IUCN listar arten som livskraftig (LC).